# Wólka Piecząca
Wólka Piecząca es un pueblo de Polonia, en Mazovia.  Se encuentra en el distrito (Gmina) de Stanisławów, perteneciente al condado (Powiat) de Mińsk. Se encuentra aproximadamente 5 km al noreste de Stanisławów, a 15 km al norte de Mińsk Mazowiecki, y a 41 km  al este de Varsovia.
Entre 1975 y 1998 perteneció al voivodato de Siedlce.